# RCR Arquitectes
RCR Arquitectes és un estudi d'arquitectura fundat l'any 1988 a Olot per Rafael Aranda (Olot, 1961), Carme Pigem (Olot, 1962) i Ramon Vilalta (Vic, 1960). Destaca pel seu estil essencial, que encaixa formes geomètriques amb la naturalesa o patrimoni originaris, i pels seus processos constructius artesanals. Actualment, ha incrementat l'equip fins a 25 persones i, segons el doctor en arquitectura Joan Busquets i Grau, ha esdevingut un representant de l'arquitectura catalana contemporània.

## Trajectòria
La carrera conjunta dels fundadors va començar durant els seus estudis a l'Escola Tècnica Superior d'Arquitectura del Vallès. Aranda i Vilalta, que ja eren companys d'institut, s'hi van especialitzar en urbanisme i van conèixer Pigem, que es va especialitzar en composició. Tots tres es van graduar el 1987 i van decidir iniciar la seva activitat professional l'any següent, quan van fundar RCR Arquitectes, per les inicials dels seus noms. En una decisió poc convencional, van decidir treballar a Olot, en un moment en què era habitual mudar-se a grans ciutats.
El seu primer reconeixement arribaria el mateix any de la fundació, quan es van presentar a un concurs nacional de fars, que va rebre més de tres-centes propostes, i el van guanyar. Posteriorment, continuarien treballant en projectes mantenint el seu estil, com al camp d'atletisme Tossols a Olot. La pista s'inscriu curosament entre la naturalesa i la topografia, encaixada al terreny de tal manera que els roures centenaris resten inscrits en el circuit dels atletes i, sense impedir-ne la visió, aquests sembla que corrin entremig dels troncs del bosc. En paraules del crític d'arquitectura Josep Maria Montaner, «es recrea l'atmosfera catàrtica i primigènia dels jocs en la planícia d'Olímpia. Com si fos un teatre grec, es revela l'origen de l'espai esportiu enmig d'un clar del bosc».
El 2000 van crear com a despatx de RCR, el projecte Laboratori Barberí, un punt d'encreuament entre empresa i universitat on es potencia la creativitat i la transversalitat de disciplines per a la generació de joves talents. A més, també han dut a terme tasques docents a la Universitat Politècnica de Catalunya; del 2007 ençà han dut a terme tallers de formació internacionals i el 2008 van crear la Fundació RCR Bunka per apropar l'arquitectura i les arts a la societat.
Entre els nombrosos reconeixements rebuts en destaquen el Premi Nacional de Cultura en Arquitectura de la Generalitat (2005), el dels Officiers et Chevaliers de l'Ordre des Arts et des Lettres de la République Française (2008 i 2017), l'Honorary Fellows de l'American Institute of Architecture (2010), l'International Fellows del Royal Institute of British Architects (2012), la Medalla d'Or de l'Académie d'Architecture Française (2015) i la Medalla d'Or de la Generalitat de Catalunya (2019). El 2017 van rebre el premi Pritzker, considerat el més prestigiós a escala mundial, i foren el primer estudi d'arquitectura català a aconseguir-lo i el segon de tot l'estat espanyol, després de Rafael Moneo, que el va rebre l'any 1996.
El 2009 van ser finalistes al Premi d'Arquitectura Contemporània Mies van der Rohe per la Biblioteca de Sant Antoni, a l'Eixample de Barcelona.

## Obres representatives

### Catalunya

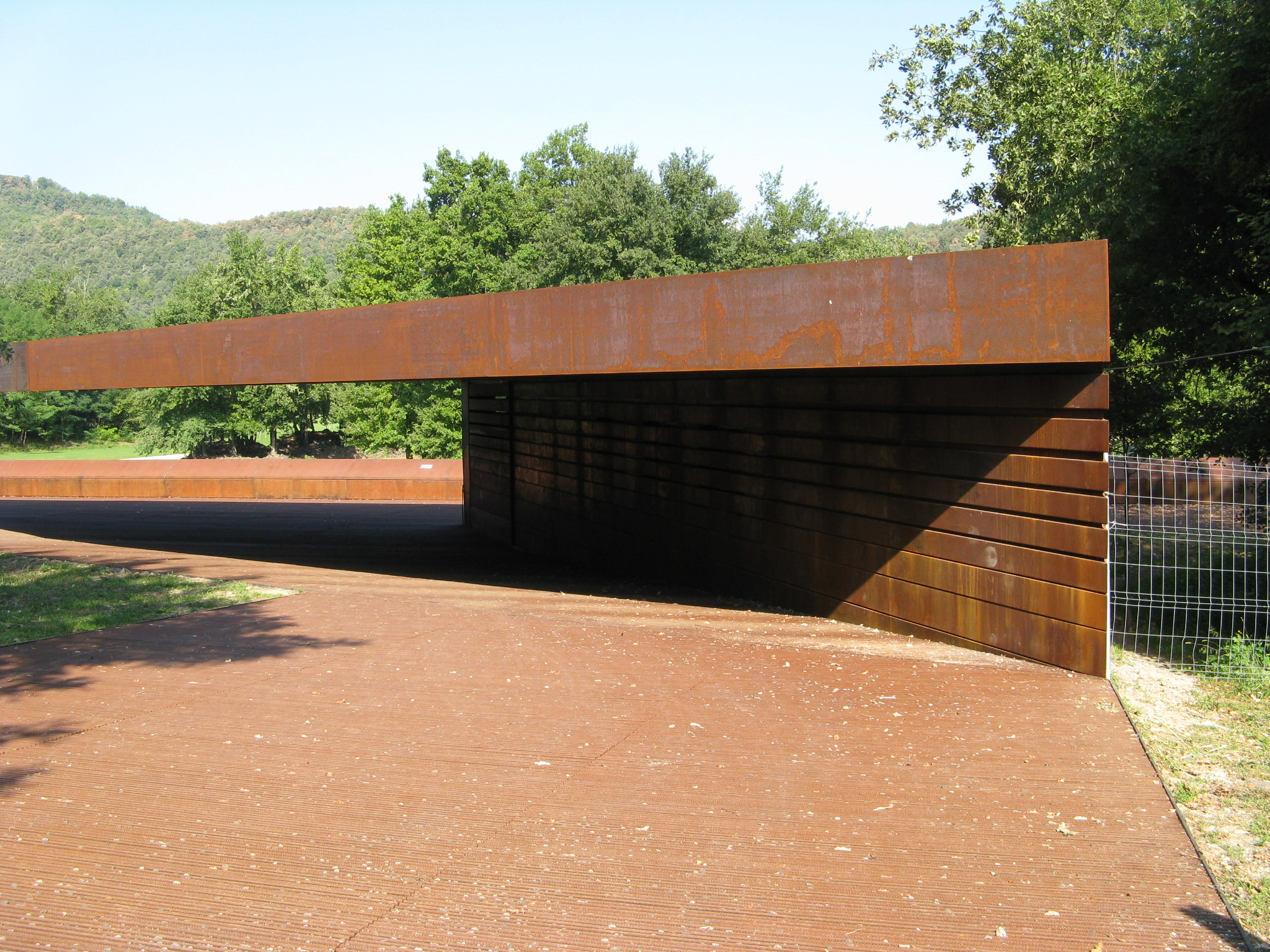
Parc atlètic Tossols (Olot)

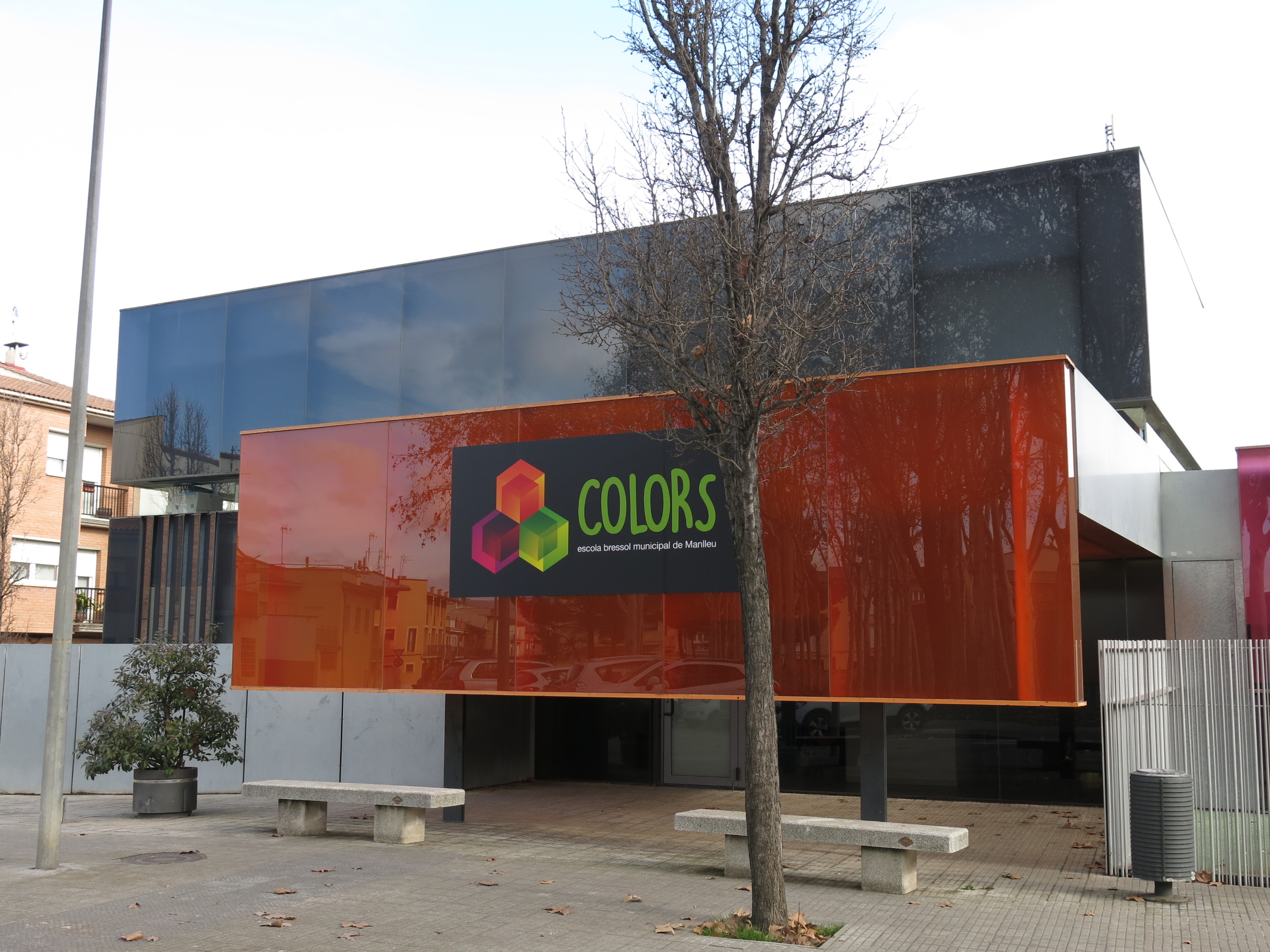
Escola bressol Colors (Manlleu)

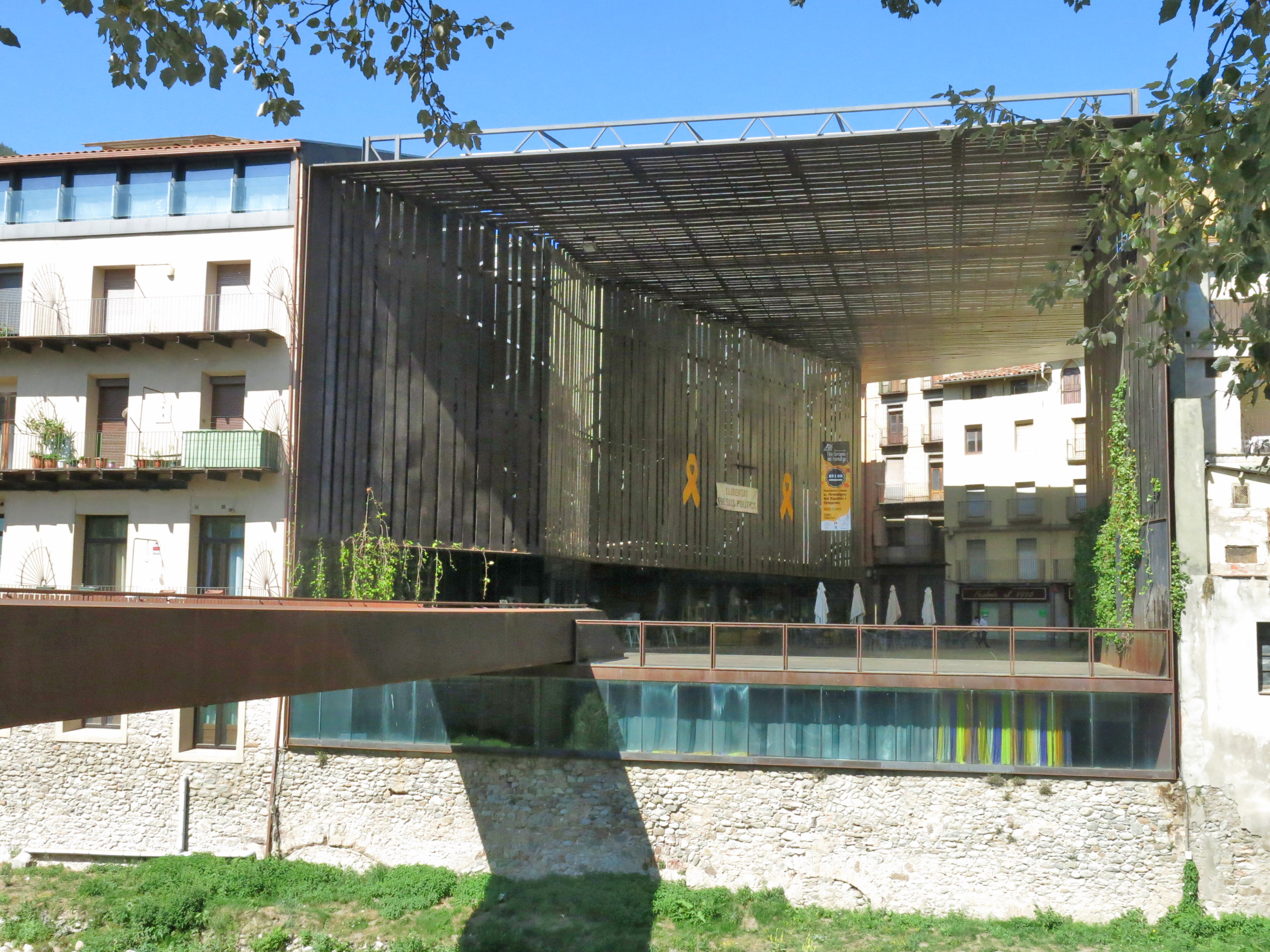
Espai la Lira (Ripoll)

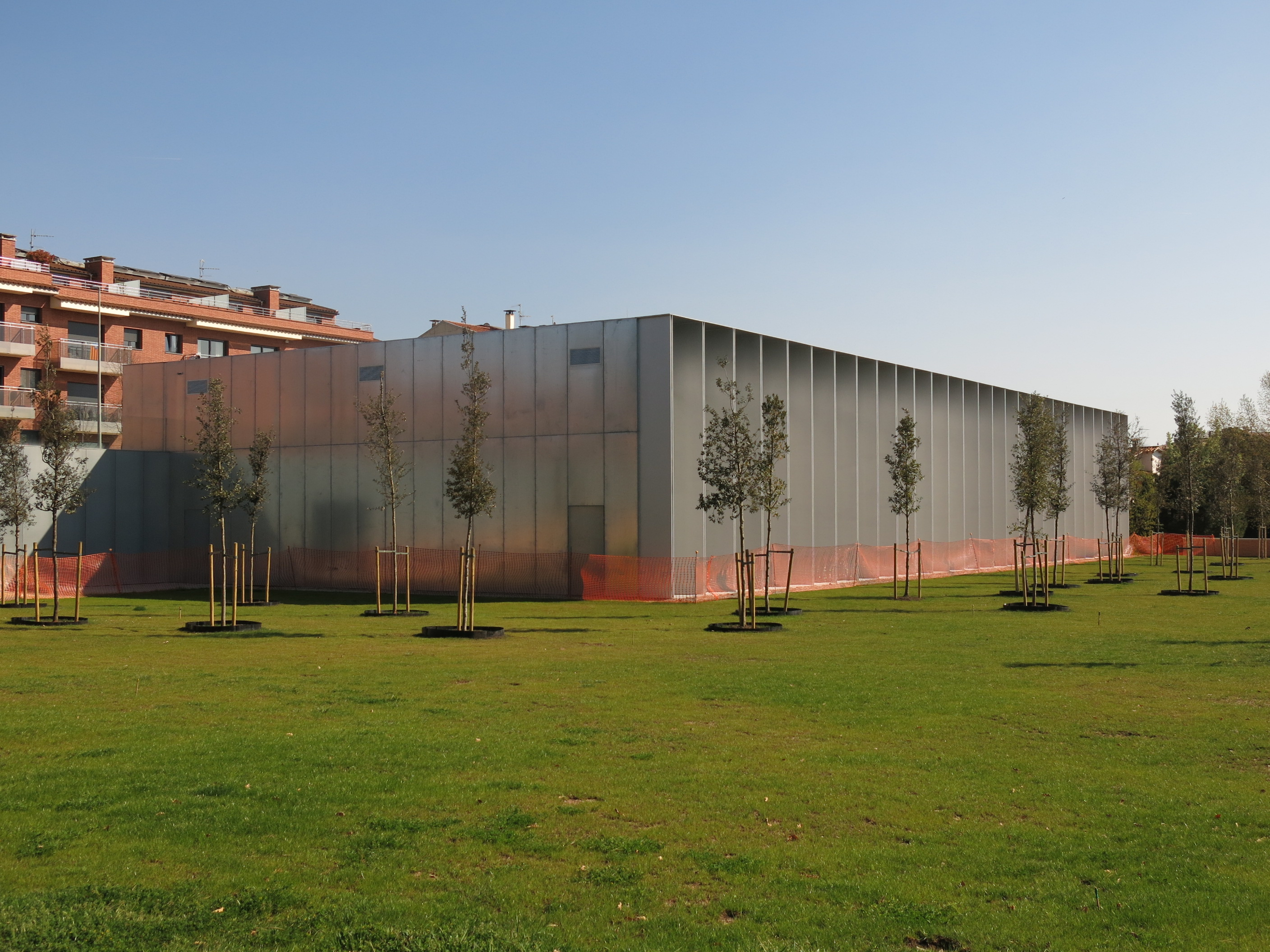
Espai d'Aigua i Salut (Taradell)

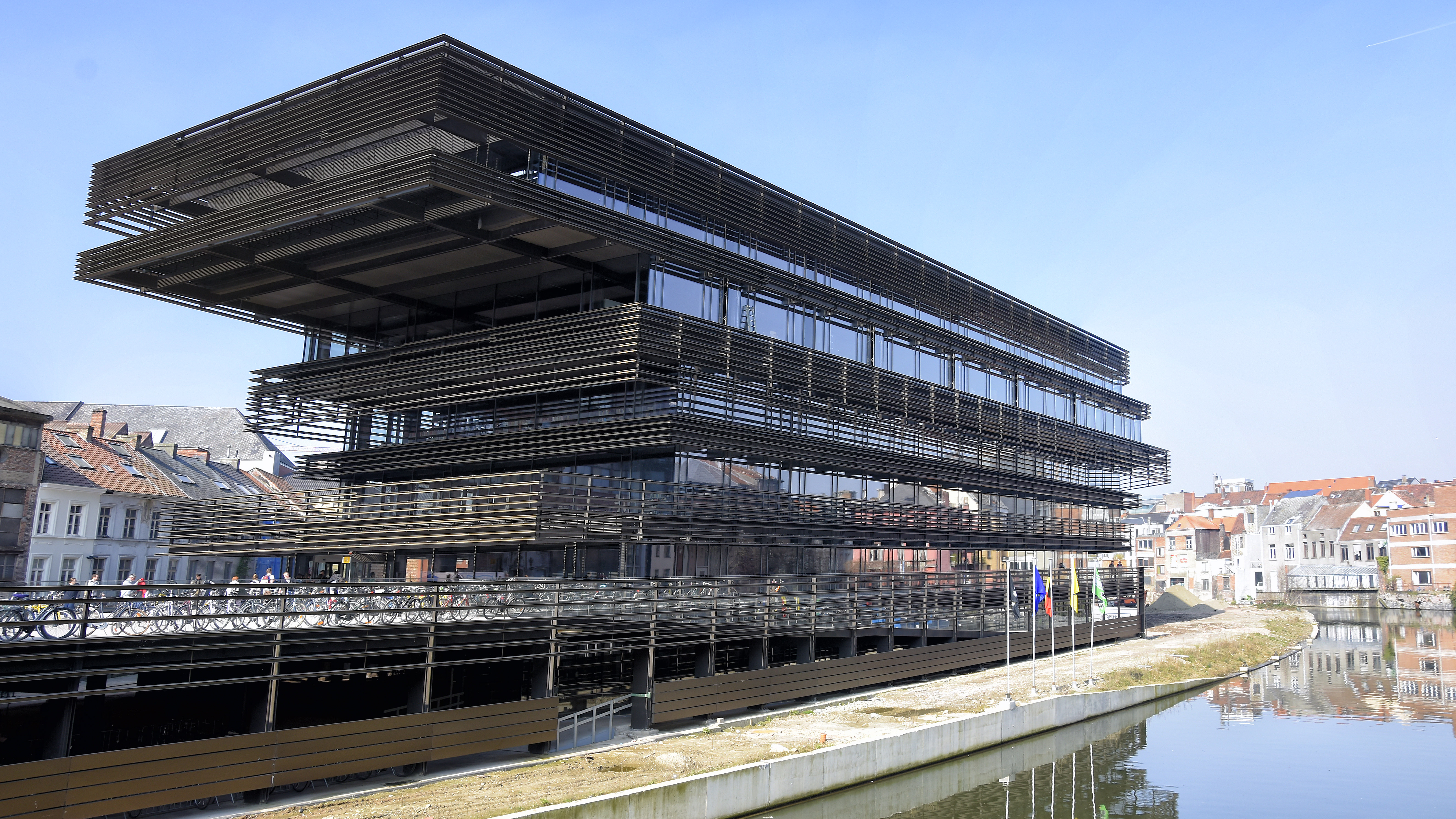
Mediateca De Krook (Gant)

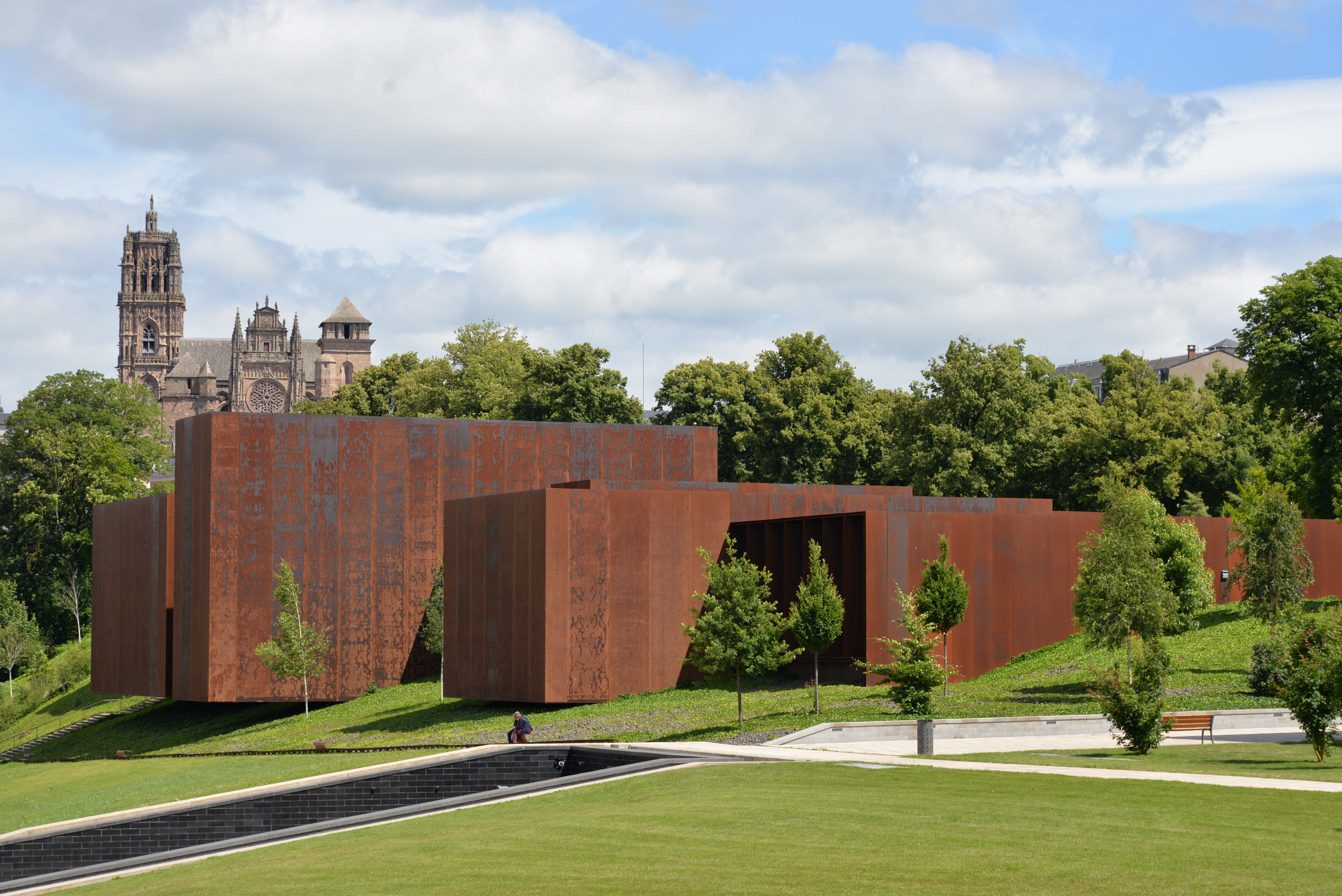
Museu Soulages (Rodés)

- 1988-1992, casa Margarida (Olot, Garrotxa)
- 1988-1992, hotel Albons Calm (Albons, Baix Empordà)
- 1991-1992, Can Cardenal (Parc Natural de la Zona Volcànica de la Garrotxa)
- 1991-2011, estadi d'atletisme, pavelló del Bany i pavelló 2x1 del parc atlètic Tossols (Olot, Garrotxa)
- 1993-1994, pavelló d'accés a la fageda d'en Jordà (Olot, Garrotxa)
- 1994-1999, casa Mirador (Olot, Garrotxa)
- 1994-1999, Espais per a l'Oci i la Cultura, centre cívic (Riudaura, Garrotxa)
- 1995-1999, Facultat de Ciències Jurídiques de la Universitat de Girona (Girona)
- 1995-1999, IES Vilartagues (Sant Feliu de Guíxols, Baix Empordà)
- 1996-2000, casa per a un ferrer i una perruquera (la Canya, Garrotxa)
- 1996-2000, casa Roser (Sant Privat d'en Bas, Garrotxa)
- 1996-2000, Esfera de la Llum (port de Palamós, Baix Empordà)
- 1997-2000, casa per a un editor (Esplugues de Llobregat, Baix Llobregat)
- 1997-2001, casa Fuelle (les Preses, Garrotxa)
- 1997-2004, parc de Pedra Tosca (les Preses, Garrotxa)
- 1999-2005, casa Cuca de Llum (Olot, Garrotxa)
- 1998-2005, parc de l'Arbreda (Begur, Baix Empordà)
- 2000-2002, casa M-Lídia (Montagut, Garrotxa)
- 2000-2007, casa Horitzó (la Vall de Bianya, Garrotxa)
- 2001-2004, escola bressol Colors (Manlleu, Osona)
- 2001-2004, pavelló a l'estany (Llagostera, Gironès)
- 2001-2006, piscina coberta (Manlleu, Osona)
- 2001-2011, restaurant, pavellons i carpa al mas les Cols (Olot, Garrotxa)
- 2002-2003, bassa i exteriors a la Vila (la Vall de Bianya, Garrotxa)
- 2002-2007, biblioteca de Sant Antoni - Joan Oliver (Barcelona)
- 2003-2007, casa per a un fuster (Olot, Garrotxa)
- 2003-2007, cellers Bell-lloc (Palamós, Baix Empordà)
- 2003-2010, espai urbà volcànic (Olot, Garrotxa)
- 2003-2010, mas del Vent (Palamós, Baix Empordà)
- 2003-2011, espai públic La Lira (Ripoll, Ripollès)
- 2004-2008, espai Barberí (Olot, Garrotxa)
- 2004-2015, Espai d'Aigua i Salut (Taradell, Osona)
- 2005-2007, espais d'ombra Lotus Blau (Santa Coloma de Farners, Selva)
- 2005-2010, escola bressol El Petit Comte (Besalú, Garrotxa)
- 2006-2011, edifici Plaça Europa 31 - Olympus Iberia (l'Hospitalet de Llobregat, Barcelonès)
- 2009-2010, mas Salvà (Palamós, Baix Empordà)
- 2009-2012, casa Entremurs (Olot, Garrotxa)
- 2010-2014, Escola del Sol (Font-romeu, Alta Cerdanya)
- 2013, espai de la Gredera del Montsacopa (Olot, Garrotxa)
- 2014-2016, Espai Enigma (Barcelona)

### Bèlgica
- 2006-2013, crematori de Hofheide (Nieuwrode, Flandes)
- 2010-2017, mediateca De Krook (Gant, Regió Flamenca)

### Emirats Àrabs Units
- 2013-2017, complex residencial Muraba (Palm Jumeirah, Dubai)

### França
- 2008-2014, museu Soulages i restaurant Michel Bras (Rodés, Occitània)
- 2009-2014, centre d'art La Cuisine (Negrapelissa, Occitània)
- 2009-2016, casa Malecaze (la Vielha de Tolosa, Occitània)
- 2010-2014, restaurant Michel Bras (Rodés, Occitània)
- 2012-2016, galeria, taller i habitatge (Bordeus, Nova Aquitània)

## Premis
- 2001 Seleccionats en el Premi d'Arquitectura Contemporània Mies van der Rohe, pel Centre Recreatiu i Cultural, en Riudaura[24]
- 2002 Premi FAD i premi FAD d'Opinió, per l'estadi d'atletisme Tossols
- 2003 Seleccionats en el premi Mies van der Rohe, per l'estadi d'atletisme Tossols[25]
- 2003 Premi FAD d'Opinió, pel restaurant Les Cols
- 2004 Premi FAD i Premi FAD d'Opinió, per la bassa i els exteriors al mas de la Vila
- 2006 Premi FAD ex aequo, pels pavellons al restaurant Les Cols
- 2009 Finalistes al Premi d'Arquitectura Contemporània Mies van der Rohe, per la biblioteca de Sant Antoni[26]
- 2009 Seleccionats en el Premi d'Arquitectura Contemporània Mies van der Rohe, pels cellers Bell-lloc[27]
- 2017 Premi Pritzker[28]
- 2018 Medalla d'Or de la Generalitat de Catalunya[29]

## Principals publicacions
- RCR - Aranda Pigem Vilalta (AA: Arquitecturas de Autor, 37)
- RCR - Aranda Pigem Vilalta (DA: Documentos de Arquitectura, 59)
- Arquitectura española (El Croquis, 70)
- FOA 96-03 + Mansilla + Tuñón 01-03 + RCR 1999-2003: Cristalizaciones (El Croquis, 115/116)
- RCR Arquitectes 2003-2007: Los atributos de la naturaleza (El Croquis, 138)
- RCR Arquitectes 2007-2012: Abstracción poética (El Croquis, 162)
- RCR Arquitectes (AV Monografías, 137)